# Airtronics
Airtronics est une marque américaine de télécommandes d'aéromodélisme. La société produit des radiocommandes très complexes destinées essentiellement aux professionnels.